# بئر

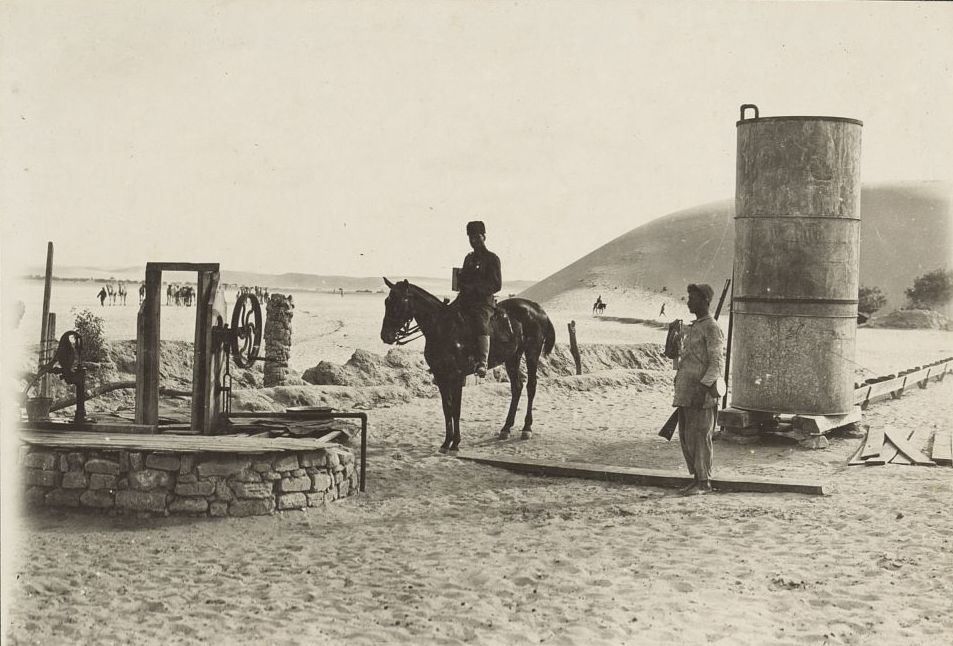
بئر بالعريش شمال سيناء

 البِئْر (الجمع: آبَارٌ) ومَنْ يَحفِره هو بَيَّار، فتحة عن يحفرها الإنسان للوصول إلى جوف الأرض ليستخرج منها سائل. وآبار الماء هي الأكثر شيوعًا كما أن آبار النفط والغاز الطبيعي أيضًا شائعة. وتستخدم شركات التعدين أيضًا الآبار لإزالة الأملاح والكبريت من أعماق الأرض، حيث تضخ بخارًا إلى أسفل أو ماءً ساخنًا لإزالة هذه المواد.

## آبار الماء

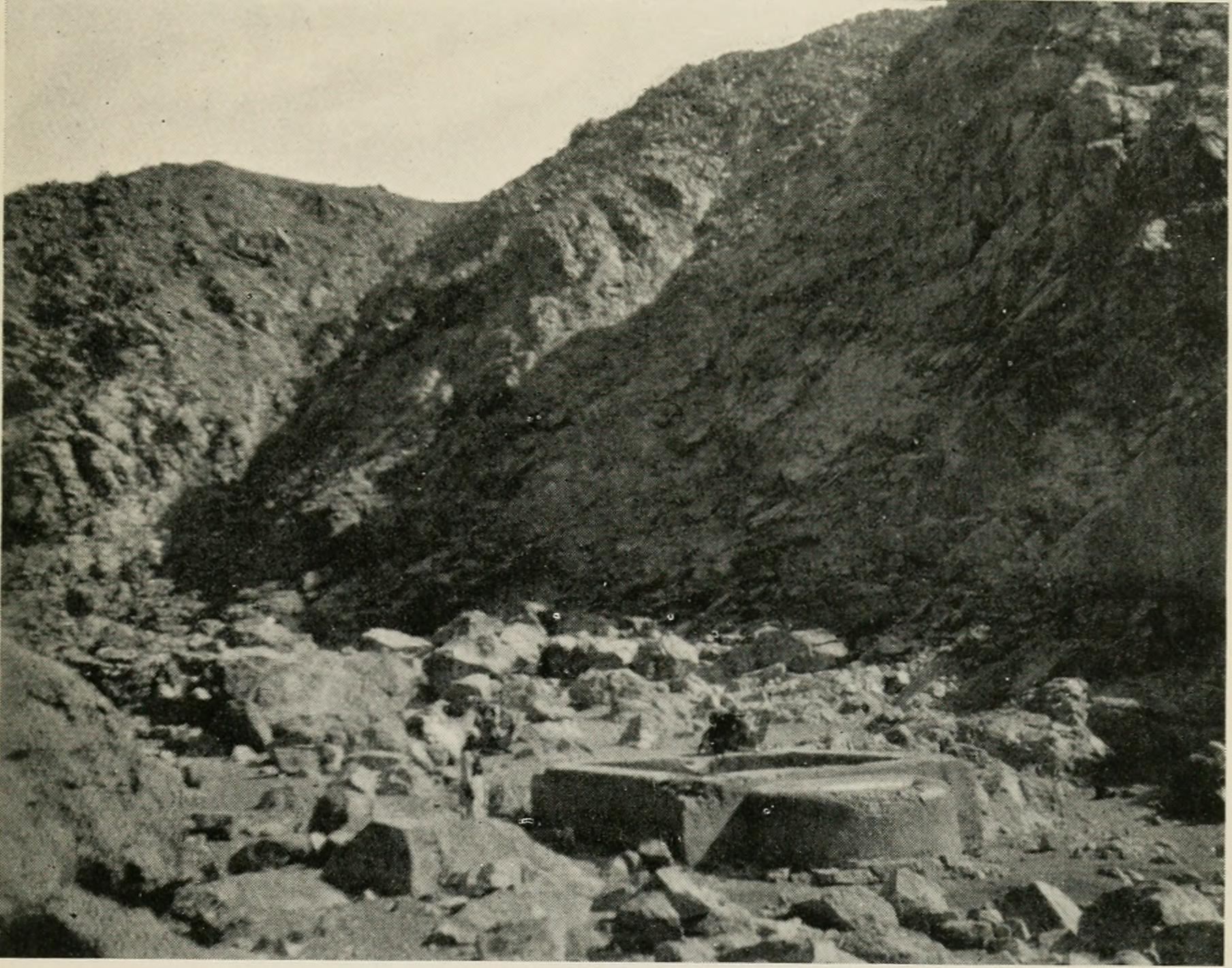
بئر على طريق البحر الأحمر مطلع القرن العشرين

تسمى المياه التحتية التي تنساب في الآبار المياه الجوفية. يأتي هذا الماء من الأمطار التي تخللت الأرض وتحركت ببطء لأسفل حتى وصلت إلى خزان المياه الجوفية، وهي منطقة من التربة والصخور مشبعة بالماء. ويسمى أعلى هذا النطاق مستوى الماء، وهو المستوى الذي تصل إليه المياه في بئر لم تضخ بعد.
وقد يقع مستوى الماء في المناطق الرطبة قريبًا من السطح ويمكن الوصول إليه بالحفر. وعادة ما تحاط البئر المحفورة بالطوب أو الأحجار، أو الخرسانة الاسمنتية ليُحافَظ على جوانبها من الانهيار.
وفي الأماكن الجافة قد يكون مستوى الماء على عمق مئات الأمتار، وهنا يصبح من الضروري حفر بئر وإنزال أنابيب. وعادة ما تستعمل مضخات تدار بمحركات لاستخراج الماء من الآبار العميقة.
وفي بعض المناطق تنساب المياه الجوفية لأسفل على منحدرات التلال والجبال تحت طبقة صماء من الطين أو الطَّفْل. يخرج الماء المضغوط تلقائيًّا من الآبار المحفورة في هذه الطبقات في الوديان. ويكون الضغط قويًّا في هذه الآبار المسماة الآبار الارتوازية الانسيابية لحد يجعل الماء ينساب دون ضخ.
وما زال عديد من الناس يعتمدون على الآبار في إمدادهم بالماء خاصة في المناطق الريفية كما تحصل العديد من المدن على مياهها من الآبار، حيث يكون الماء الجوفي عادة نقيًا لأن التربة تعمل عمل المرشِّح الجيد.وغالباً تحوي معادن مذابة، والبئر التي يخرج منها ماء به نسبة عالية من المعادن تسمى البئر المعدنية.
ويجب أن تُختار آبار المياه بحيث لا تجمع سمومًا أو ميكروبات مرضية. كما يجب أن تبعد البئر على الأقل 30م عن البالوعة ويجب أن لا تقع أبدًا تجاه مجرى مياه الصرف. والماء المأخوذ من بئر حفرت في طبقات حجر الجير قد يكون خطرًا لأن الماء يجري خلال شقوق ومغارات في الحجر الجيري بدون أن يرشح. من المهم أيضًا ألا يُصَرَّف الماء السطحي في البئر.

نظام آبار مياه به صهريج مضغوط.

## آبار النفط والغاز الطبيعي
النفط والغاز الطبيعي كلاهما أخف من الماء. ومن أجل هذا فإنهما عادة ما يطفوان عاليًا ويتسرَّبان من الأرض. لكن النفط والغاز يزحفان تحت طبقات سميكة من الصخور في مساحات تسمى بِركًا. تخترق الآبار أعماق الأرض لتصل إلى هذه البرك وتأتي بالنفط والغاز إلى السطح. يتم البحث عن أماكن النفط والغاز بعمل آبار وحفر عشوائية في مناطق ما للبحث عن برك جديدة، بينما تحفر البئر المنتجة في حقل مؤكد.
وحفر آبار النفط والغاز علم غاية في التقدم، والعاملون الذين يحفرون آباراً عميقة يجب أن يحصلوا على تدريب وخبرة لسنوات عديدة. فبئر نفط عميقة تُكلِّف الكثير حتى تحفر.

## مواقع الآبار
يستلزم تحديد مواقع الآبار أيضًا درجة عالية من التدريب. لذا يجب أن يكون الجيولوجيون والمهندسون قادرين على تعيين مواقع الكميات الكبيرة من النفط أو الماء وأن يحددوا معدلات استخراج هذه المواد من الأرض والكمية التي يمكن استخراجها بدون تدمير الموارد الطبيعية. ويستعمل العلماء والمهندسون اليوم معدات حديثة مثل مرسمات الزلازل ليحددوا الرواسب تحت السطحية.